# أدولف فير (لاعب هوكي الحقل)
أدولف فير هو لاعب هوكي الحقل سويسري، (و. 1904 – 1992 م).

## وصلات خارجية
- أدولف فير على موقع أوليمبيديا (الإنجليزية)